# 全日本クラブバスケットボール選抜大会
全日本クラブバスケットボール選抜大会（ぜんにほんクラブバスケットボールせんばつたいかい）は、日本クラブバスケットボール連盟が主催するバスケットボール大会である。毎年9月に開催。

## 概略

### 歴史
2012年に第1回開催。11月に開催される全日本社会人バスケットボール選手権大会に推薦予選を兼ねて行われる。開催地は持ち回り。

### 大会方式
各連盟予選を勝ち抜いた男女各16チームが参加してノックアウト方式により争われる。3位・9位（男子は5位・7位も）各決定戦も行う。
男子は上位8チーム、女子は上位3チームが全日本社会人への推薦を受ける（第4回）。

## 歴代優勝チーム
| 回 | 年   | 会場   | 男子                 | 男子    | 男子                       | 女子                   | 女子     | 女子                 |
| 回 | 年   | 会場   | 優勝チーム           | 決勝    | 準優勝チーム               | 優勝チーム             | 決勝     | 準優勝チーム         |
| -- | ---- | ------ | -------------------- | ------- | -------------------------- | ---------------------- | -------- | -------------------- |
| 1  | 2012 | 群馬   | SWOOPS(岐阜)         | 98 - 62 | メイクアップ(大阪)         | ストレッチ(長崎)       | 88 - 56  | Active Five(三重)    |
| 2  | 2013 | 和歌山 | 和歌山クラブ(和歌山) | 73 - 70 | HAMASHO CLUB NAVIO(静岡)   | ストレッチ(長崎)       | 76 - 65  | LOWS(愛知)           |
| 3  | 2014 | 神奈川 | 和歌山クラブ(和歌山) | 73 - 50 | Fantasista (大阪)          | ストレッチ(長崎)       | 74 - 66  | QUEEN BEE(千葉)      |
| 4  | 2015 | 新潟   | 和歌山クラブ(和歌山) | 73 - 71 | 石川ブルースパークス(石川) | AFBB(東京)             | 100 - 71 | 日の出ホルモン(宮崎) |
| 5  | 2016 | 秋田   | RBC東京(東京)        | 68 - 52 | 055(三重)                  | AFBB(東京)             | 74 - 61  | Waioli(静岡)         |
| 6  | 2017 | 静岡   | GIFU SWOOPS(岐阜)    | 72 - 63 | RBC東京(東京都)            | 上田惠亮整形外科(福岡) | 72 - 63  | LOWS(愛知)           |